# Орловский, Виктор Фёдорович
Ви́ктор Фёдорович Орло́вский (род. 6 сентября 1940, Ленинградская область) — советский и российский архитектор, художник, профессор Московского Архитектурного института, заслуженный архитектор Российской Федерации, член-корреспондент Международной Академии архитектуры.

## Биография
Родился 6 сентября 1940 года.

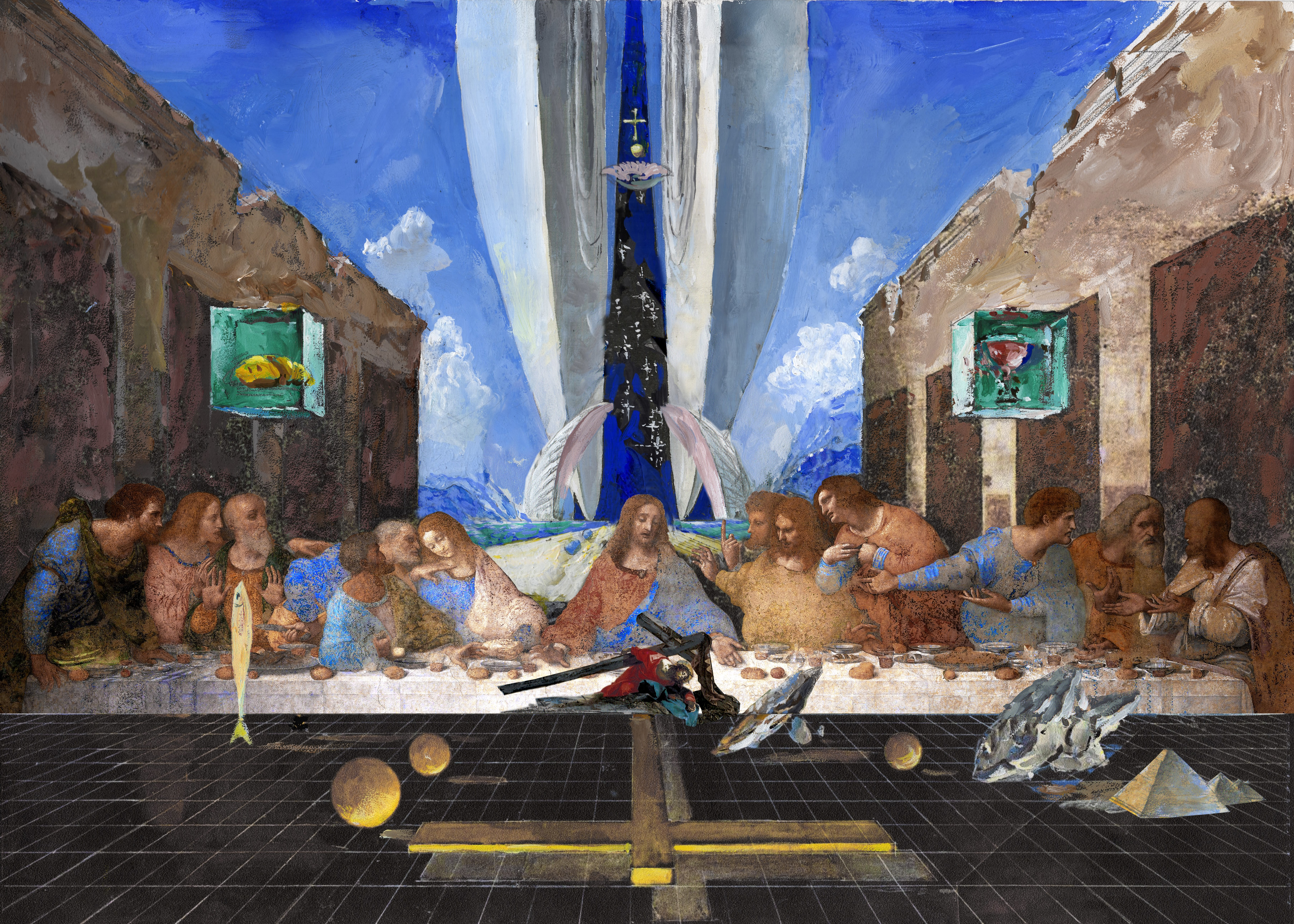
Орловский В. Ф. Тайная вечеря Леонардо да Винчи в пространстве космопластицизма 2016

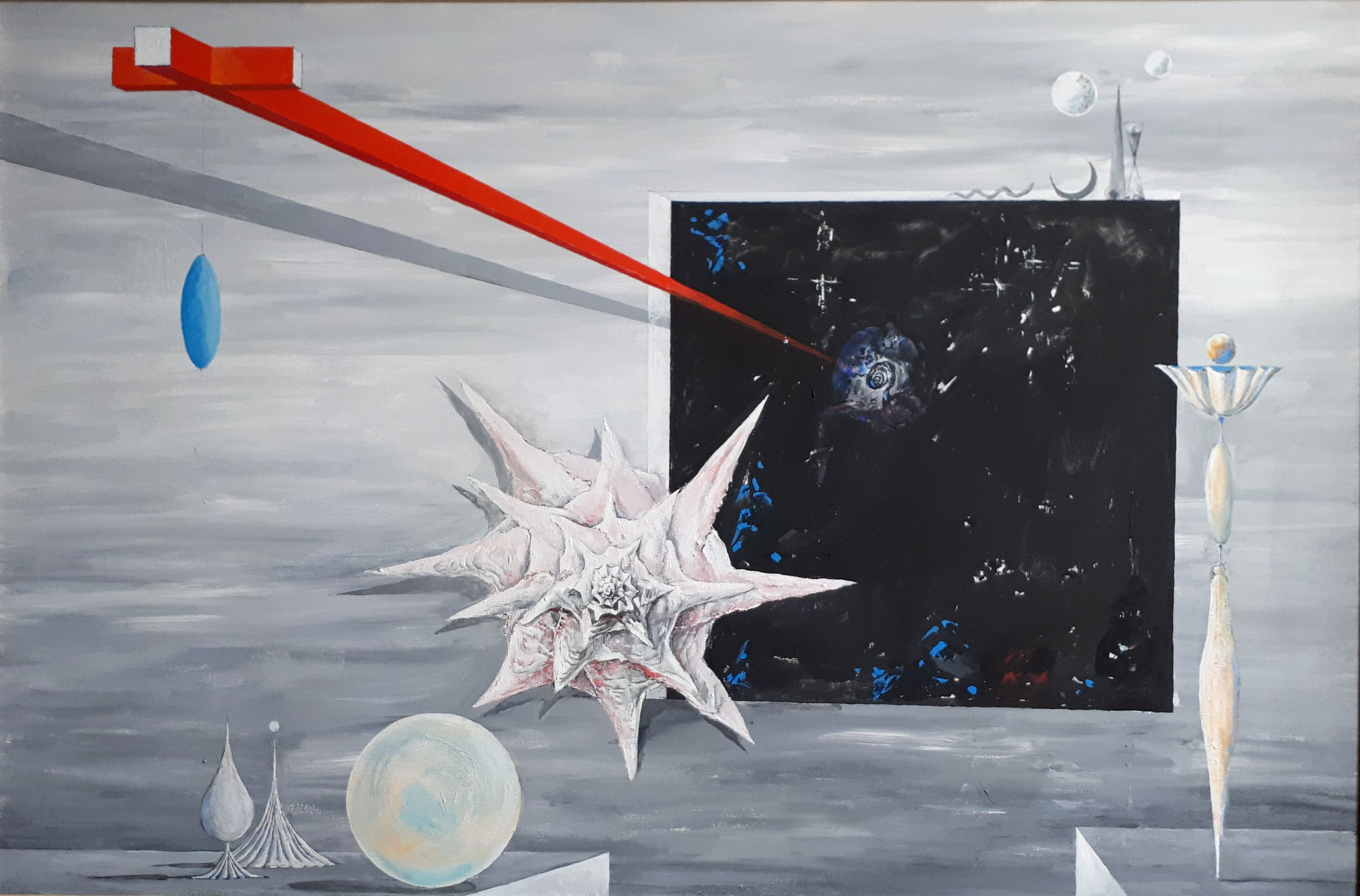
Орловский В Ф Увертюра к космопластицизму 2018

В 1960—1967 гг. учился в Московском архитектурном институте.
С 1967 по 1989 гг. работал в управлении по проектированию Дворца Советов, в ЦНИИЭПе зрелищных зданий и сооружений, в управлении по проектированию ОПЖР, в Моспроектах 1 и 2.
С 1975 года — член Союза Московских архитекторов.
С 1989 года по настоящее время Виктор Орловский работает в Московском архитектурном институте. С 2001 года — профессор кафедры живописи МАРХИ. За более чем 30-летнюю педагогическую деятельность участвовал в профессиональной подготовке более 500 архитекторов.
В 1993 году Орловский Виктор Федорович создает Персональную Творческую мастерскую и выполняет целый ряд работ в Москве и Подмосковье.
С 1999 года — член Московского Союза художников.
Виктор Орловский является автором более 50 архитектурных проектов и построек, создателем нового направления в искусстве — космопластицизм, — организатором и участником многочисленных архитектурных и художественных выставок (более 100 выставок в ЦДА, МАРХИ, ЦДХ, в академии архитектуры и других залах России).
Им создано более 300 произведений искусства — графика, архитектурные фантазии, композиции архитектурных инсталляций в стиле «Космопластицизм», а также живописные картины.

## Космопластицизм
Впервые направление «космопластицизм» было сформулировано Виктором Орловским в 2006 году в журнале «АСД» (Архитектура, строительство, дизайн), № 5 в статье «Космопластицизм или архитектурная пластика в новом измерении». Определяющим и главным качеством данного художественного направления являются поиски и создание нового космического качества и масштаба пространственной пластики в архитектуре и искусстве, адекватного современному пониманию космоса как органичной части сформировавшегося мировоззрения в XXI веке. Важнейшем фактором космопластицизма является поиск и формирование парадигмы новой гармонии в архитектуре и искусстве В этом аспекте поиск новой гармонии в космопластицизме противостоит хаосу и разрушению как в жизни, так и в искусстве. Для космопластицизма также характерно формирование нового метафизического понимания пространства как некой бесконечной пластической субстанции, которая пронизывает все аспекты и связи современного общества. Его формам в той или иной степени присуще острое метафизическое чувство космоса.
Орловский сформулировал 6 основных постулатов космопластицизма:
1. Космический масштаб как феномен пространства XXI века, как новое измерение интеллектуальной пластической идеи космоса (от всепоглощающих градостроительных мегаполисов на земле до фантастических новых пространств вселенной).
2. Искусство чистых форм, как синтез сложной пластической структуры космоса — от геометрических абстракций Платона и Аристотеля до сверхподвижных пластичных форм новых технологий XXI века.
3. Макрокосмос в микрокосмосе и микрокосмос в макрокосмосе как большое в малом и малое в большом (в малом элементе, будь то элементарная частица, капля росы, лист дерева и т. д., всегда незримо присутствие космоса, как неотъемлемого качества произведения).
4. Направленный футуризм, устремленность в будущее — как главная составляющая творчества (произведение искусства — предвидение будущего).
5. Тайна мироздания как вечный двигатель, скрытый магнит, источник познания (в истинном произведении искусства всегда присутствует тайна).
6. Индивидуум как творец, провокатор будущего, общественный раздражитель стимулирующий развитие (Человек — творец в центре вселенной). Современные технологии субъективное и личное творчество мгновенно превращают из частного во всеобщее, в универсальное, прекрасное, радикально меняющее мировоззрение.

В процессе эволюции, идеи гармонизации мира, развивалась параллельно прогрессу цивилизации, прогрессу технологий, науки и искусства. Поиски гармоничных отношений, совершенствования чистых идеальных форм велись на протяжении всей истории человечества. И только в XXI веке, благодаря прорыву современных технологий появились объективные условия создания, обобщающего направления для гармонизации мира в философии и в художественных пластических формах космопластицизма. Космопластицизм — это новая художественная система ценностей органично связанная с поисками гармонии современности, с космической масштабной пластикой, представляет собой всеобъемлющую доктрину этих поисков и опирающаяся на лучшие достижения искусства и архитектуры, начиная от эпох пирамид и до авангардных современных направлений.

## Профессиональная деятельность

### Известные проекты общественных зданий и сооружений

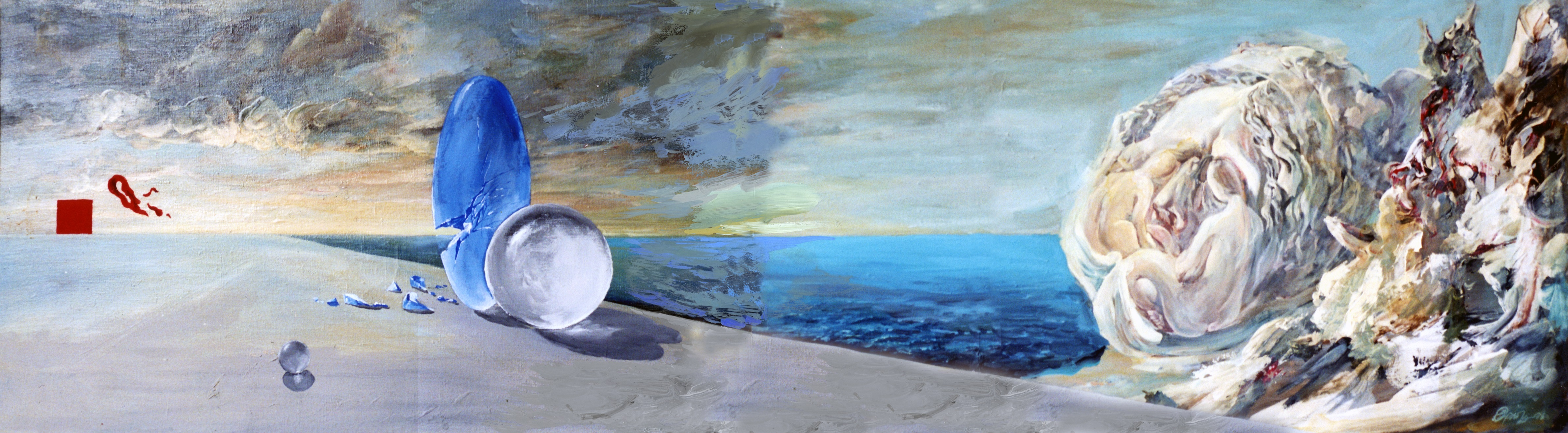
Орловский В Ф Территория сна 1999

- Орловский В Ф Пейзаж для созерцания 1986Орловский В Ф Территория сна 1999Посольство СССР в Париже (совместно с Розановым Е. Г., Бубновым М. П.);

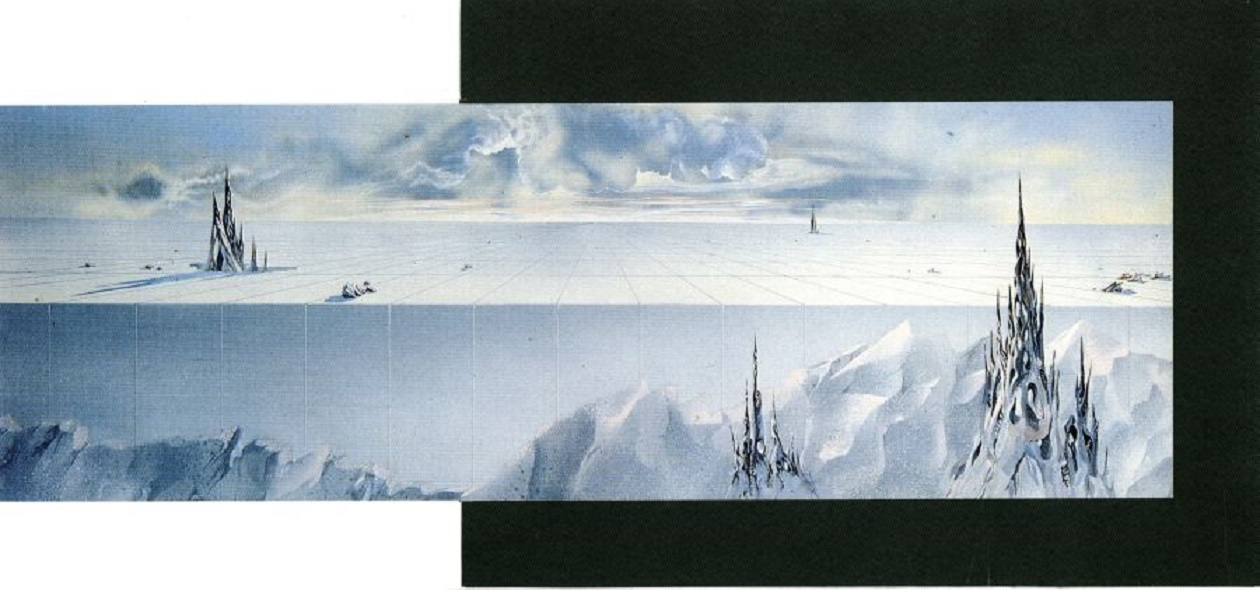
Орловский В Ф Пейзаж для созерцания 1986

- Драматический театр в г. Орджоникидзе (совместно с Бубновым М. П., Лазаревым В. А., Семейкиным И. Б., Тер-Степановым Э. Б.). Эта работа была удостоена «Золотой квадриги» и серебряной медали на «Пражском квадринале» в 1976 г. в номинации «За архитектуру театров»;
- Проект кино-концертного зала в г. Тольятти (совместно с Бубновым М. П., Лазаревым В. А., Семейкиным И. Б., Тер-Степановым Э. Б.);
- Проект комплекса из 12 институтов Академии наук СССР по Балаклавскому проспекту, г. Москва;
- Пневматическая станция в Чертанове (г. Москва). В 1981 г. данный проект был удостоен Дипломов Московского союза архитекторов и Союза архитекторов СССР;
- Конкурсный проект «Дом музыки» для Союза композиторов России (1 место, совместно с Посохиным М. М., 1987 г.).

### Важнейшие постройки

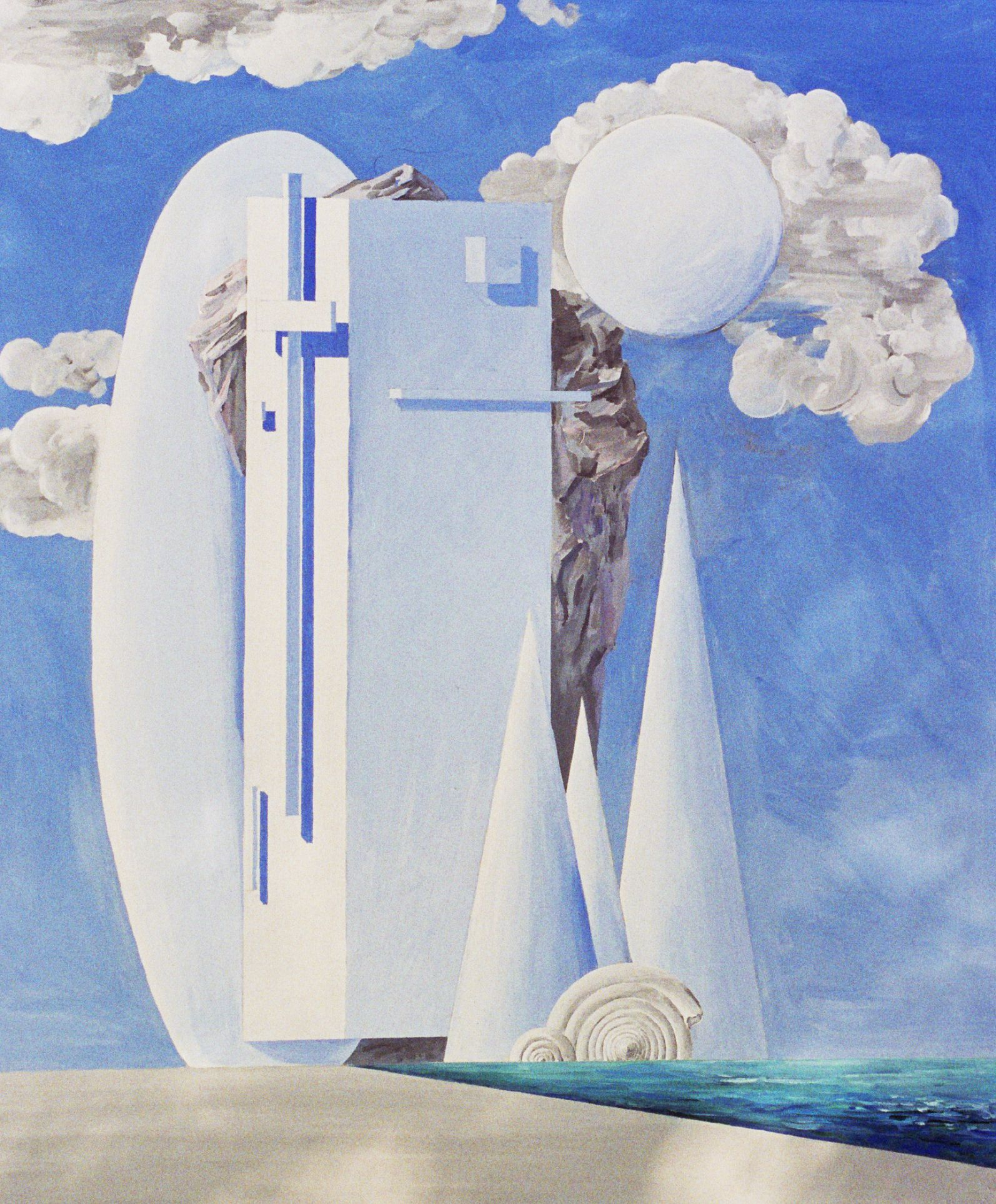
Орловский В Ф Композиция Храм 2006

- Орловский В Ф Композиция Храм 2006Церковь Николая Святителя в с. Дарьино. 2000—2004 г.г., Московская область, Одинцовский район. Удостоен «Патриаршей грамоты»;
- Храм Покрова Пресвятой Богородицы в с. Ельцы. 2004—2008 г.г., Тверская область, Селижаровский район;
- Спасо-Богородицкий Одигитриевский женский монастырь. 2010—по наст. время, Смоленская область, Вяземский район, д. Всеволодкино;
- Храм Покрова Пресвятой Богородицы, приходской храм. 2010—2014 г.г., Смоленская область, Вяземский район, д. Всеволодкино;
- Надвратный Храм Спасо-Богородицкого Одигитриевского женского монастыря. 2019 г., Смоленская область, Вяземский район, д. Всеволодкино;
- Многоэтажный жилой дом в Пеговском переулке. 1967—1970 г.г., город Москва;
- Станция мусороудаления в Крылатском. 1972—1982 г.г., город Москва.

### Важнейшие архитектурные проекты
- Спасо-Богородицкий Одигитриевский женский монастырь. 2010—по наст. время, Смоленская область, Вяземский район, д. Всеволодкино;
- Православный комплекс и храм в честь иконы Божией Матери «Достойно есть». 2016 г., Калужская область, Боровский район, г. Балабаново;
- Комплекс зданий Научно-исследовательских институтов Академии наук СССР (12 НИИ). 1972—1982 г.г., г. Москва, Балаклавский проспект;
- Русский Драматический театр СССР. 1976 г., г. Орджоникидзе;
- «Дом музыки» на площади Восстания. 1982—1987 г.г., г. Москва;
- Конкурсный проект: Музей Гуггенхайма. 2014 г., г. Хельсинки, Финляндия.

## Участие в выставках
Виктор Фёдорович Орловский — участник 30 художественных выставок, в том числе 7 персональных, которые проводились в России, в ведущих выставочных центрах столицы и за рубежом, среди которых:
- 2000 — две персональные выставки в Центральном доме художника в Москве (архитектурные композиции, живопись, графика);
- 2001 — участие в выставке «Романтика космоса» в Музее современного искусства;
- 2002 — выставка в Российской академии художеств (архитектурные композиции, живопись, графика);
- 2003 — персональная выставка в Центральном доме архитектора (ЦДА);
- 2004 — участие в юбилейной экспозиции Московского союза художников в Манеже;
- 2005 — участие в выставке в Центральном доме архитектора (ЦДА) (архитектурные проекты, композиции, фотографии авторских построек);
- 2005 — участие в выставке, посвященной 60-летию Победы в Великой Отечественной войне в Новом Манеже (картина «Руины цивилизации»);
- 2006 — персональная выставка в Московском архитектурном институте (архитектурные проекты, живопись, художественные композиции, акварельные работы, графика);
- 2009 — персональная выставка в Центральном доме архитектора (ЦДА);
- 2011 — персональная выставка выставка в Совете Федерации;
- 2011 — персональная выставка в Академии архитектуры и строительства;
- 2015 — персональная выставка в Центральном доме архитектора (ЦДА).

## Избранные композиции-инсталляции из направления «Космопластицизм»
- «Дорога воспоминаний» — композиция-проект космической инсталляции, 1982 г., (135×35 см), оргалит, темпера;
- «Пейзаж для созерцания» — композиция-проект космической инсталляции, 1986 г., (148×50 см), оргалит, темпера;
- «Перспектива Дали» — композиция-проект космической инсталляции, 1986 г., (148×50 см), оргалит, темпера;
- «Закат цивилизации», 1990 г., (210×20 см), холст, смешанная техника;
- Триптих «Дорога цивилизации», включает картины:
  - «Монументы на пути к идиллии», 1990 г., (100×80 см), холст, темпера;
  - «Аллегория юности», 1990 г, (120×80 см), холст, темпера;
  - «Дорога цивилизации», 1990 г, (100×80 см), холст, темпера;
- «Театр ожидания», 1990 г., (225×100 см), оргалит, масло;
- «Территория сна», 2005 г., (220×60 см), холст, темпера;
- "Тайная вечеря Леонардо в пространстве «Космопластицизма», 2016 г., (100×140 см), холст, смешанная техника;
- Триптих «Возрождение XXI века», включает картины:
  - «Храм», 2006 г., (120×100 см), холст, темпера;
  - «Алтарь небесный», 2013 г., (120×100 см), холст, темпера;
  - «Портал», 2013 г., (120×100 см), холст, темпера;
- «Земля обетованная», 2014 г., (200×80 см), холст, темпера;

## Награды
За активную профессиональную и научно-педагогическую деятельность, а также за ряд проектов и художественных работ Виктор Фёдорович Орловский награждён:
- 20 дипломами;
- медалью Союза Московских Архитекторов «За преданность содружеству зодчих»;
- почётным званием «Заслуженный Архитектор России» (2008).